# Barren Bluff
Das Barren Bluff (englisch für Wertlose Klippe) ist ein 2386 m hohes und markantes Felsenkliff im ostantarktischen Viktorialand. Es ragt im südlichen Teil der Sequence Hills am Westrand des Rennick-Gletschers auf.
Die Nordgruppe der New Zealand Geological Survey Antarctic Expedition (1962–1963) benannten das Kliff nach seinem verwitterten Gestein, das sich als überwiegend nutzlos für die Errichtung einer Vermessungsbake erwies.